# パトリック・ヴィエラ
パトリック・ヴィエラ（Patrick Vieira, 1976年6月23日 - ）は、フランスの元サッカー選手、サッカー指導者。現役時代のポジションはミッドフィールダー。

## 経歴
セネガルの首都ダカールで生まれた。母方の祖父はカーボヴェルデ出身。ガボン人の学生だった父が家族を捨てたため、幼少の頃に母に連れられてフランスへ渡り、1993年にASカンヌでプロデビューを果たした。その後1996年にACミランへ移籍するが出場は僅か2試合にとどまり、才能を開花させたのはプレミアリーグのアーセナルFCに移籍してから。同胞のアーセン・ヴェンゲル監督のもとで冷静さと戦術眼に磨きをかけ、チームの中核に成長した。2003-04シーズンは無敗優勝の立役者にもなった。
1997年の初招集以来、フランス代表にも長く名を連ねており、1998年フランスW杯とEURO2000の連続制覇の時は、貴重なバックアップとして経験を積んだ。自国開催のワールドカップ決勝では、後半アディショナルタイムに、ダメ押しとなるプティの3点目をアシストした。2006年から2009年にかけて、フランス代表キャプテンを務めた。
2004年、ペレが選ぶ「FIFA 100」に選ばれた。2005-06シーズンは3年間キャプテンを務めたアーセナルからセリエA・ユヴェントスFCへ移籍し、スクデット獲得に貢献したが、クラブの大規模な不正疑惑の影響で剥奪されて幻となってしまった。結局ユベントスは2部落ちし、2006-07シーズンからは同じくセリエAのインテルへ移籍。だが、このシーズンから怪我が多くなった。
かつてシニシャ・ミハイロヴィチと試合中に口論になり、黒人差別発言をされたことがある（ただし、ヴィエラも「ジプシー野郎」と発言したとされる）。インテル移籍により同じクラブでコーチと選手という間柄になったが、ヴィエラ曰く「あの件はもう過去のことですから」とのことだった。しかし、2006-07シーズン最初のミラノダービーの試合後、ロッカールームで乱闘騒ぎを起こした（後述）。
2010年1月8日、出場機会を求めてマンチェスター・シティFCへの移籍が決定した。契約期間は半年で、シーズン終了後には1年の契約延長オプションが付いている。
2011年7月14日、現役引退を表明した。引退後はそのままマンチェスター・シティのアカデミー（下部組織）のコーチ・マネージャーに就任し、2013年からはリザーブチームの監督を務めている。
2016年から2018年まで、ニューヨーク・シティFCの監督を務めた。
2018年6月11日、OGCニースの監督に就任した。2020年12月4日、直前に公式戦5連敗していたこともあり、OGCニースを解任された。
2021年7月4日、クリスタル・パレスFCの監督に就任した。2022年末から公式戦11試合未勝利となり、2023年3月17日を以てクリスタル・パレスFCの監督を解任された。
2023年7月2日、RCストラスブールの監督に就任した。契約期間は3年間。

## エピソード
- 前述のミラノダービーでは、ヴィエラが試合後半に負傷。その後アシスタントコーチのシニシャ・ミハイロヴィチに対し、（負傷でもうプレイ出来ないので）交代を申し出ていたが、監督の采配によりヴィエラはそのままゲームに出し続けられたのが原因と推測される。ゲーム終盤は、片足を引きずってプレイする。
- なお、試合終了後に不満を露にするヴィエラに対し、監督が｢試合に勝つためには君が必要だった｣と伝え、その場を抑えたとも言われている。
- アーセナル時代にも当時、熾烈なライバル関係にあったマンチェスター・ユナイテッドのロイ・キーンと入場前に口論となって乱闘寸前にまでいったり、挑発してきたルート・ファン・ニステルローイに掴みかかったりしている。ただ、最近のインタビューではいい思い出とも言っている[要出典]。2013年に、テレビ番組でキーンと対談し、[7]二人は握手を交わしている。
- 2000年にベルナール・ラマら数人と共同出資で母国セネガルにアマチュアクラブ「ジャンバルスFC」を設立している。同クラブは2009年にプロサッカークラブとなり2013年にはリーグ初優勝を果たした。
- アーセナル時代、レアル・マドリードから100億円以上のオファーが来たと報道され、移籍しなかったことを後悔していたといわれていた。
- 名字であるvieiraはスペイン語では『ホタテ』の意味がある。

## 個人成績
| 国内大会個人成績 | 国内大会個人成績  | 国内大会個人成績 | 国内大会個人成績 | 国内大会個人成績 | 国内大会個人成績              | 国内大会個人成績 | 国内大会個人成績  | 国内大会個人成績 | 国内大会個人成績 | 国内大会個人成績 | 国内大会個人成績 |
| 年度             | クラブ            | 背番号           | リーグ           | リーグ戦         | リーグ戦                      | リーグ杯         | リーグ杯          | オープン杯       | オープン杯       | 期間通算         | 期間通算         |
| 年度             | クラブ            | 背番号           | リーグ           | 出場             | 得点                          | 出場             | 得点              | 出場             | 得点             | 出場             | 得点             |
| フランス         | フランス          | フランス         | フランス         | リーグ戦         | リーグ戦                      | F・リーグ杯      | F・リーグ杯       | フランス杯       | フランス杯       | 期間通算         | 期間通算         |
| ---------------- | ----------------- | ---------------- | ---------------- | ---------------- | ----------------------------- | ---------------- | ----------------- | ---------------- | ---------------- | ---------------- | ---------------- |
| 1993-94          | カンヌ            | 20               | リーグ・アン     | 5                | 0                             |                  |                   |                  |                  |                  |                  |
| 1994-95          | カンヌ            | 6                | リーグ・アン     | 31               | 2                             |                  |                   |                  |                  |                  |                  |
| 1995-96          | カンヌ            | 6                | リーグ・アン     | 13               | 0                             |                  |                   |                  |                  |                  |                  |
| イタリア         | イタリア          | イタリア         | イタリア         | リーグ戦         | リーグ戦                      | イタリア杯       | イタリア杯        | オープン杯       | オープン杯       | 期間通算         | 期間通算         |
| 1995-96          | ミラン            | 19               | セリエA          | 2                | 0                             | 1                | 0                 |                  |                  |                  |                  |
| イングランド     | イングランド      | イングランド     | イングランド     | リーグ戦         | リーグ戦                      | FLカップ         | FLカップ          | FAカップ         | FAカップ         | 期間通算         | 期間通算         |
| 1996-97          | アーセナル        | 4                | プレミア         | 31               | 2                             |                  |                   | 5                | 0                |                  |                  |
| 1997-98          | アーセナル        | 4                | プレミア         | 33               | 2                             |                  |                   | 4                | 0                |                  |                  |
| 1998-99          | アーセナル        | 4                | プレミア         | 34               | 3                             |                  |                   | 5                | 0                |                  |                  |
| 1999-00          | アーセナル        | 4                | プレミア         | 30               | 2                             |                  |                   | 16               | 0                |                  |                  |
| 2000-01          | アーセナル        | 4                | プレミア         | 30               | 6                             |                  |                   | 14               | 2                |                  |                  |
| 2001-02          | アーセナル        | 4                | プレミア         | 36               | 2                             |                  |                   | 12               | 1                |                  |                  |
| 2002-03          | アーセナル        | 4                | プレミア         | 24               | 3                             |                  |                   | 6                | 1                |                  |                  |
| 2003-04          | アーセナル        | 4                | プレミア         | 29               | 3                             |                  |                   | 10               | 0                |                  |                  |
| 2004-05          | アーセナル        | 4                | プレミア         | 32               | 6                             |                  |                   | 7                | 0                |                  |                  |
| イタリア         | イタリア          | イタリア         | イタリア         | リーグ戦         | リーグ戦                      | イタリア杯       | イタリア杯        | オープン杯       | オープン杯       | 期間通算         | 期間通算         |
| 2005-06          | ユヴェントス      | 4                | セリエA          | 31               | 5                             | 7                | 0                 |                  |                  |                  |                  |
| 2006-07          | インテル          | 14               | セリエA          | 20               | 1                             | 3                | 0                 |                  |                  |                  |                  |
| 2007-08          | インテル          | 14               | セリエA          | 16               | 3                             | 2                | 0                 |                  |                  |                  |                  |
| 2008-09          | インテル          | 14               | セリエA          | 19               | 1                             | 2                | 0                 |                  |                  |                  |                  |
| 2009-10          | インテル          | 14               | セリエA          | 12               | 1                             | 1                | 0                 |                  |                  |                  |                  |
| イングランド     | イングランド      | イングランド     | イングランド     | リーグ戦         | リーグ戦                      | FLカップ         | FLカップ          | FAカップ         | FAカップ         | 期間通算         | 期間通算         |
| 2009-10          | マンチェスター・C | 24               | プレミア         | 13               | 1                             | 0                | 0                 | 1                | 0                | 14               | 1                |
| 2010-11          | マンチェスター・C | 24               | プレミア         | 15               | 2                             | 1                | 0                 | 6                | 3                | 22               | 5                |
| 通算             | フランス          | フランス         |                  | 49               | 2\|\|\|\|\|\|\|\|\|\|\|\|     |                  |                   |                  |                  |                  |                  |
| 通算             | イタリア          | イタリア         |                  | 100              | 11                            | 17               | 0\|\|\|\|\|\|\|\| |                  |                  |                  |                  |
| 通算             | イングランド      | イングランド     |                  | 307              | 32\|\|\|\|\|\|79\|\|4\|\|\|\| |                  |                   |                  |                  |                  |                  |
| 総通算           | 総通算            | 総通算           | 総通算           | 456              | 45\|\|\|\|\|\|\|\|\|\|\|\|    |                  |                   |                  |                  |                  |                  |

## 代表歴

### 出場大会
- フランス代表
  - 1998 FIFAワールドカップ
  - 2002 FIFAワールドカップ
  - 2006 FIFAワールドカップ

### 試合数
- 国際Aマッチ 106試合 6得点（1997年-2009年）[8][1]

| フランス代表 | 国際Aマッチ | 国際Aマッチ |
| 年           | 出場        | 得点        |
| ------------ | ----------- | ----------- |
| 1997         | 5           | 0           |
| 1998         | 5           | 0           |
| 1999         | 8           | 0           |
| 2000         | 16          | 0           |
| 2001         | 13          | 2           |
| 2002         | 12          | 2           |
| 2003         | 5           | 0           |
| 2004         | 11          | 0           |
| 2005         | 7           | 0           |
| 2006         | 17          | 2           |
| 2007         | 4           | 0           |
| 2008         | 2           | 0           |
| 2009         | 1           | 0           |
| 通算         | 106         | 6           |

## 監督成績
2023年3月17日現在
| クラブ               | 国                 | 就任          | 退任          | 記録 | 記録 | 記録 | 記録 | 記録 | 記録 | 記録 | 記録   |
| クラブ               | 国                 | 就任          | 退任          | 試   | 勝   | 分   | 敗   | 得   | 失   | 差   | 勝率   |
| -------------------- | ------------------ | ------------- | ------------- | ---- | ---- | ---- | ---- | ---- | ---- | ---- | ------ |
| ニューヨーク・シティ | アメリカ合衆国の旗 | 2016年1月1日  | 2018年6月11日 | 90   | 40   | 22   | 28   | 151  | 137  | +14  | 044.44 |
| ニース               | フランスの旗       | 2018年6月11日 | 2020年12月4日 | 89   | 35   | 22   | 32   | 106  | 115  | −9   | 039.33 |
| クリスタル・パレス   | イングランドの旗   | 2021年7月4日  | 2023年3月17日 | 74   | 22   | 25   | 27   | 84   | 87   | −3   | 029.73 |
| 合計                 | 合計               | 合計          | 合計          | 253  | 97   | 69   | 87   | 341  | 339  | +2   | 038.34 |

## タイトル

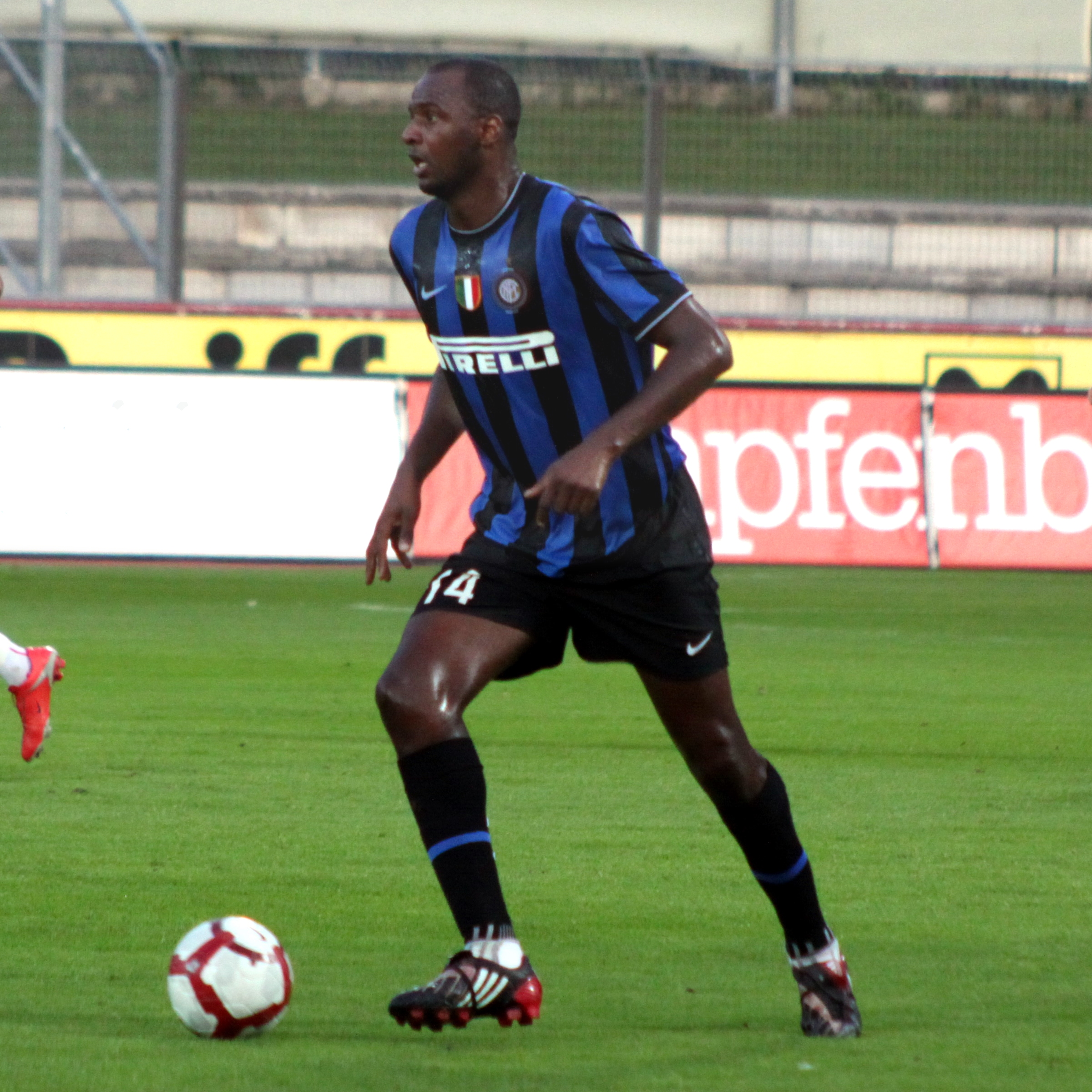
インテル時代のヴィエラ

### 選手時代

#### クラブ
アーセナルFC
- プレミアリーグ:3回（1997-98、2001-02、2003-04）
- FAカップ:4回（1997-98、2001-02、2002-03、2004-05）
- コミュニティーシールド:4回（1998、1999、2002、2004）

インテルナツィオナーレ・ミラノ
- セリエA:3回（2006-07、2007-08、2008-09）
- スーペルコッパ・イタリアーナ:2回（2006、2008）

マンチェスター・シティ
- FAカップ:1回（2010-11）

#### 代表
フランス代表
- FIFAワールドカップ:1回（1998）
- UEFA欧州選手権:1回（2000）
- FIFAコンフェデレーションズカップ:1回（2001）

#### 個人
- リーグ・アン年間最優秀新人（1995）
- UEFA欧州選手権ベストイレブン:1回（2000）
- FIFAコンフェデレーションズカップ得点王:1回（2001）
- PFA年間ベストイレブン:6回（1998-99、1999-2000、2000-01、2001-02、2002-03、2003-04）
- UEFAチーム・オブ・ザ・イヤー:1回（2001）
- フランス年間最優秀選手賞:1回（2001）
- FIFAワールドカップオールスターチーム:1回（2006）
- FIFA 100（2004）
- スポーツ・イラストレイテッド10年間のベストイレブン（2009）
- UNFP 20年間最優秀チーム（2011）
- イングランドサッカー殿堂（2014）
- ゴールデンフット賞All Time Legends（2019）

### 指導者時代
マンチェスター・シティ EDS
- プレミアリーグインターナショナルカップ:1回（2014-15）

## 栄誉
- レジオンドヌール勲章（1998）